# Tombolo de Giannella
Le tombolo de Giannella (en italien, Tombolo della Giannella) est un isthme d'environ 6 km de long et d'un peu plus de 300 m de large en moyenne, qui va du promontoire de l'Argentario à l'embouchure de la rivière Albegna. 
Le tombolo est situé dans toute son extension dans la commune d'Orbetello et est baigné au nord-ouest par la mer Tyrrhénienne et au sud-est par la lagune occidentale d'Orbetello.

## Historique
Sa formation est due aux dépôts de la rivière Albegna, un affluent de la mer Tyrrhénienne. La plage de sable, qui s'étend sur toute la longueur du tombolo et est abritée des vents du sirocco, est une destination du tourisme balnéaire estival. Les eaux sont peu profondes.
Le tombolo est traversé longitudinalement par la strada provinciale 36 accessible depuis la Via Aurelia près d'Albinia.
Il est conventionnellement divisé en zones de Santa Liberata, près de Monte Argentario et où se trouve le hameau de Giannella (une frazione d'Orbetello), Lido di Giannella, dans la partie centrale, et Saline, près de la rivière Albegna.
Dans la localité de Saline se trouvent l'une des fortifications espagnoles de l'ancien État des Présides, le Fort des Salines et un autre bâtiment de la même période, connu sous le nom de Casale della Giannella (it). Dans la même zone se trouvaient autrefois les anciennes salines, qui ont donné leur nom au centre voisin d'Albinia (du latin albis = blanc).
Le tombolo est coupé par deux canaux artificiels (canal Fibbia et canal Nassa) construits pour garantir l'alimentation en eau de mer de la lagune d'Orbetello.

## Galerie

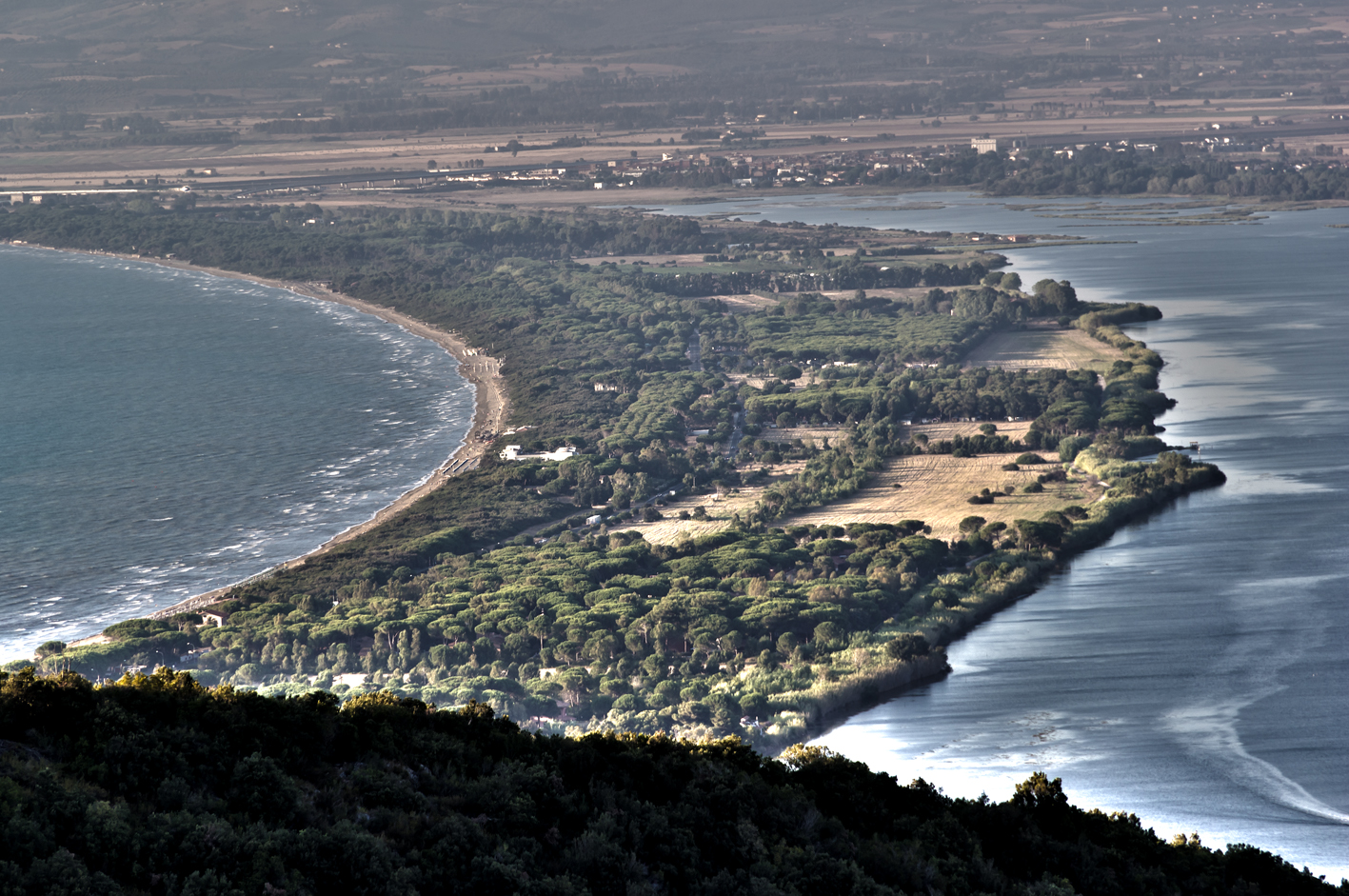
Tombolo de Giannella.
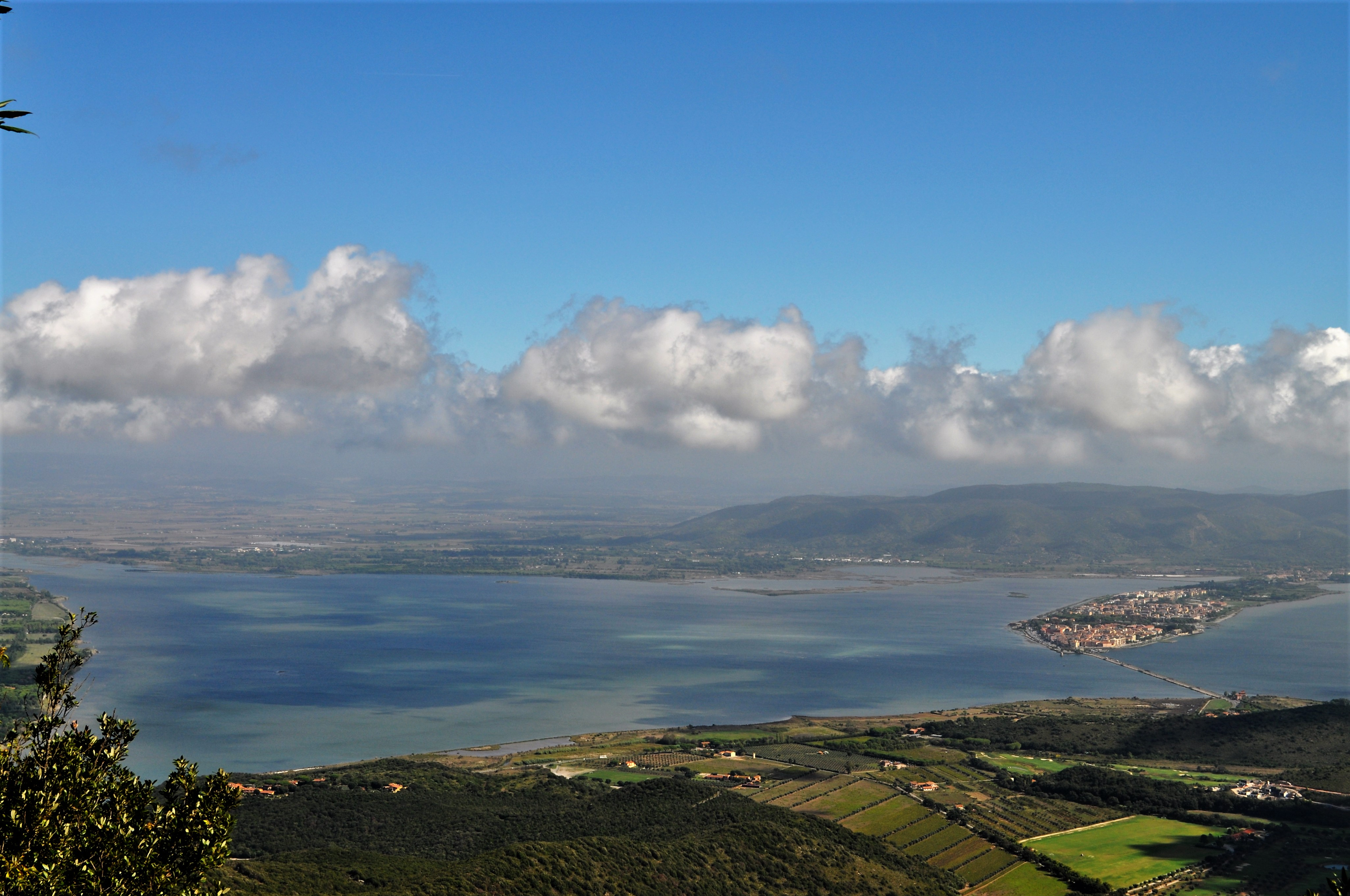
Lagune d'Orbetello.
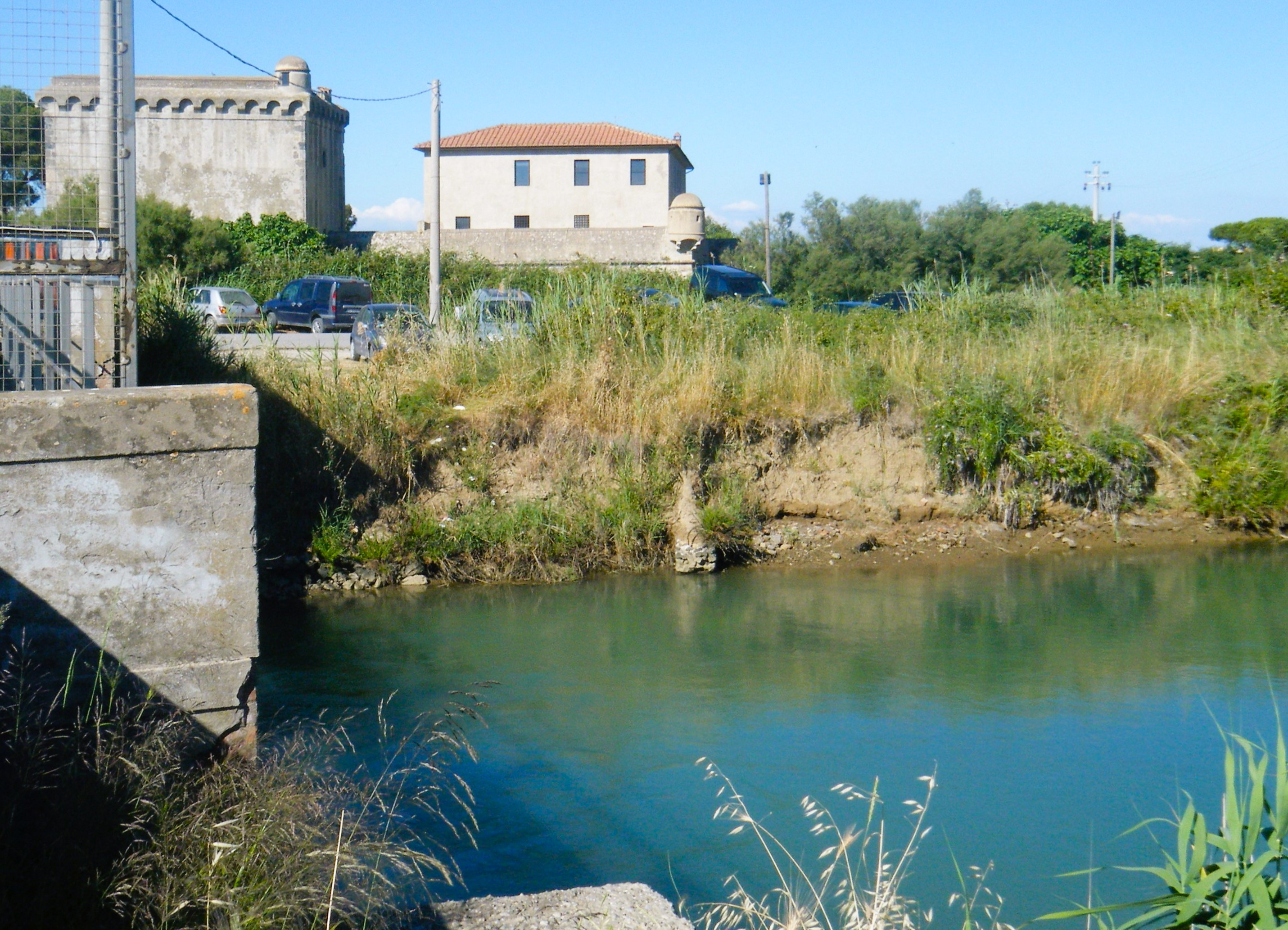
Fort des Salines.
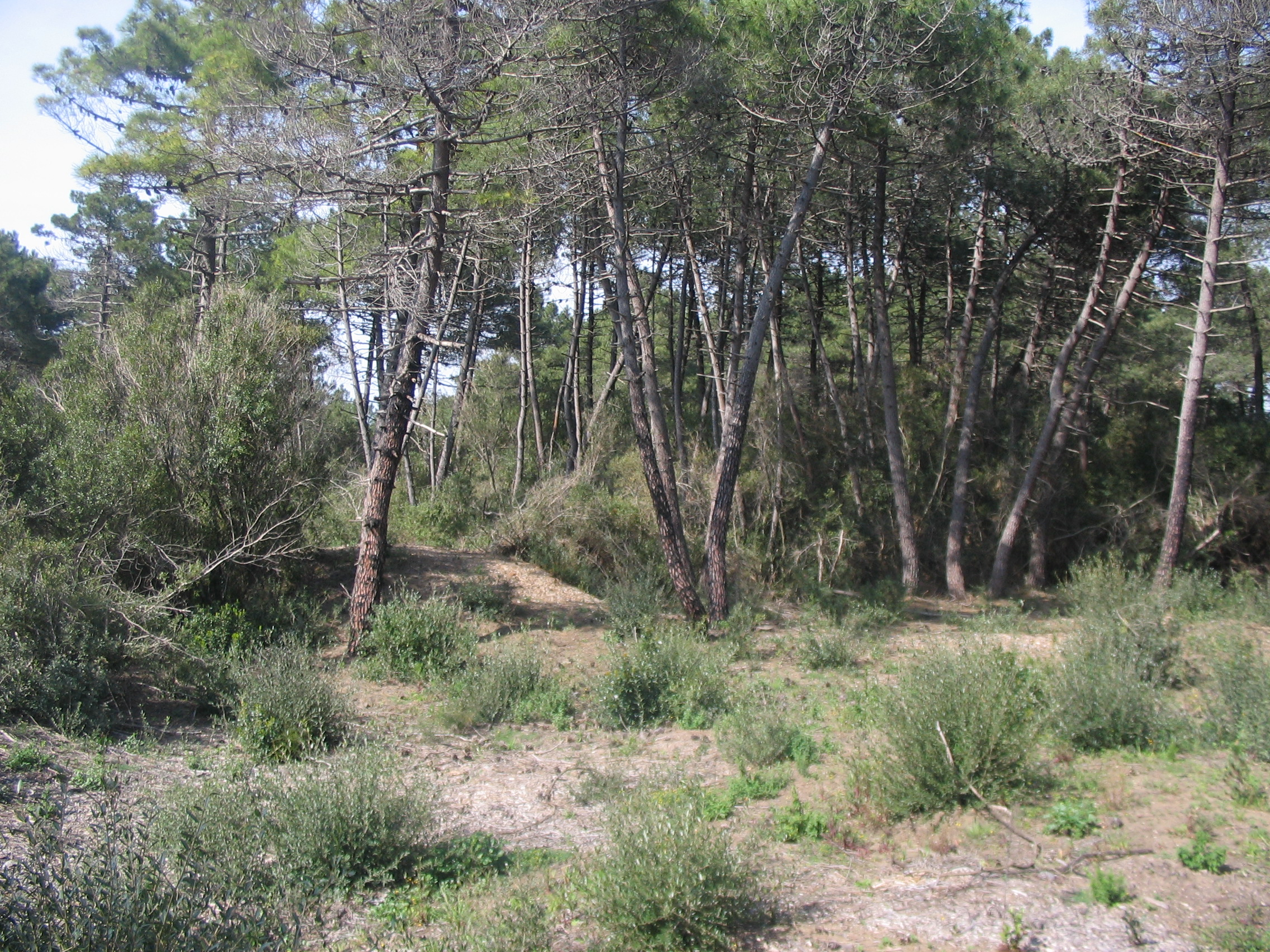
Pinède de Giannella.